# Panagiotis Papadopoulos
Panagiotis "Panos" Papadopoulos, född 7 maj 1958 i Aten, är en grekisk-svensk entreprenör och företagsledare. Han grundade badklädesleverantören Panos Emporio AB 1986. Han köpte varumärket Fröken Sverige och ändrade det till Nya Fröken Sverige.